# Eric Yeo
Eric Yeo, właśc. Oon Tat Yeo (ur. 17 lipca 1936, zm. 15 marca 2015 w Singapurze) – singapurski piłkarz wodny i pływak, olimpijczyk.
W 1956 roku wystąpił w piłce wodnej na igrzyskach w Melbourne. Był to jego pierwszy ważniejszy turniej w karierze reprezentacyjnej. Zagrał we wszystkich pięciu spotkaniach, które reprezentacja Singapuru rozegrała na tym turnieju. Drużyna ta przegrała wszystkie pojedynki i zajęła ostatnie 10. miejsce.
Zdobył pięć złotych medali w piłce wodnej podczas igrzysk Azji Południowo-Wschodniej (1965, 1967, 1969, 1971, 1973). Podczas igrzysk w 1961 roku wywalczył również trzy medale w pływaniu. Srebrny medalista Igrzysk Azjatyckich 1958 w piłce wodnej. W latach 1958–1974 wystąpił we wszystkich edycjach igrzysk azjatyckich i igrzysk Azji Południowo-Wschodniej.
W 1995 roku został selekcjonerem reprezentacji Singapuru w piłce wodnej (zastąpił na stanowisku Tan Eng Bocka). W późniejszym czasie był wiceprzewodniczącym ds. piłki wodnej w Singapurskim Związku Pływackim.